# NGC 6542
NGC 6542 is een spiraalvormig sterrenstelsel in het sterrenbeeld Draak. Het hemelobject werd op 22 juli 1886 ontdekt door de Amerikaanse astronoom Lewis A. Swift.

## Synoniemen
- UGC 11092
- IRAS 17591+6121
- MCG 10-25-126
- ZWG 301.9
- ZWG 300.103
- KAZ 177
- KUG 1759+613
- PGC 61239